# 阿留申白頰雁
阿留申白頰雁（Branta hutchinsii leucopareia），又名阿留申黑頰黑雁或阿留申鵝，是加拿大雁的一個細小亞種，只重1.7-2.1公斤。

## 特徵
阿留申白頰雁的頭部及面部都是黑色的，面頰白色，背部及雙翼都是灰褐色，臀部白色，尾羽及雙腳都是黑色的。牠們最特別的地方是成年的雁在頸上有一白環，闊達10毫米。兩邊面頰被喉嚨的黑色羽毛所分隔，胸部呈灰褐色，有些會深色或淺色一些。處於最西方的群族在顏色上沒有分別，但只有很少標本會有頸上的白環。

## 保育
阿留申白頰雁的主要威脅是北極狐。北極狐是由俄羅斯商人於1836年至1930年間引入到阿留申群島的。牠們曾一度被認為已經滅絕，但直至於1962年在布爾德島重新發現牠們。

## 外部連結
- U.S. Fish and Wildlife Service
- Aleutian Canada Goose taxonomy